# Metodiewo (obwód Dobricz)
Metodiewo (bułg. Методиево) – wieś w Bułgarii, w obwodzie Dobricz, w gminie Dobriczka. Według danych szacunkowych Ujednoliconego Systemu Ewidencji Ludności oraz Usług Administracyjnych dla Ludności, 15 czerwca 2020 roku miejscowość liczyła 240 mieszkańców.

## Zabytki przyrodnicze
Czairja to jedno z nielicznych zachowanych w Dobrudży pastwisk z półnaturalną roślinnością stepową. Zimą i wiosną tworzą się tereny czasowo zalewane, a ptactwo wodne wykorzystuje to do gniazdowania i żerowania. Wśród nich jest gęś białoczelna, czajka zwyczajna i zagrożony kobczyk zwyczajny. Terytorium „Czairja” zostało uznane przez BirdLife International za miejsce o znaczeniu ornitologicznym.